# Palle Nielsen - mig skal intet fattes
Palle Nielsen - mig skal intet fattes er en dansk portrætfilm fra 2002 med instruktion og manuskript af Jytte Rex.

## Handling
Palle Nielsen (1920-2000) var en af sin tids største danske grafikere, og hans værker har også vakt stor genklang i udlandet. Der er en stilhed-før-stormen i Palle Nielsens billeder, en eksplosiv underliggende stemning, hvor mennesker og byer har indgået hemmelighedsfulde alliancer med hinanden - for eksempel i billedserierne Den fortryllede by, Parklandet, Nekropolis, Den store Verdensbunker, Orfeus og Eurydike, Lethe, Narcissus, Miraklernes Tid, Mennesker i den forladte by. Filmen er både et billeddigt over denne store kunstner og et forsøg på at pejle sig ind i Palle Nielsens særegne univers med ham selv som en stilfærdig guide.